# Marieke van Ottele
Marieke van Ottele (7 augustus 1981) uit Huissen is een Nederlandse ex-voetballer die onder meer uitkwam voor FC Twente. Van Ottele scoorde in 2007 het eerste doelpunt in de Eredivisie Vrouwen.

## Carrière
Van Ottele speelde jarenlang voor RKHVV. Ze was daar actief vanaf de oprichting in 2001 en maakte alle promoties mee tot en met de hoofdklasse. In het seizoen 2004/2005 werd ze topscorer van de eerste klasse D met 35 doelpunten. In het seizoen 2006/2007 degradeerde ze met RKHVV na twee seizoenen uit de hoofdklasse. In de zomer van 2007 ruilde zij RKHVV in voor FC Twente om mee te doen aan de nieuw opgerichte Eredivisie voor vrouwen.
Op 29 augustus 2007 schreef Van Ottele geschiedenis door het eerste doelpunt in de Eredivisie voor vrouwen op haar naam te zetten. Ze scoorde al na 75 tellen op aangeven van Sylvia Smit. Op 24 mei 2008 won ze met FC Twente de KNVB beker. Na een seizoen Twente keerde ze terug naar RKHVV. In het seizoen 2010-2011 maakte zij de overstap naar Be Quick '28 / FC Zwolle. Omdat ze veel moest reizen tussen haar woonplaats en Zwolle vroeg ze echter in oktober alweer overschrijving aan naar haar oude club RKHVV, die vervolgens door de KNVB werd gehonoreerd. In de zomer van 2012 zette Van Ottele een punt achter haar carrière.

## Erelijst

### In clubverband
- Kampioen Eerste Klasse D: 2005 (RKHVV)
- Fair Play Cup: 2007 (RKHVV)
- KNVB beker: 2008 (FC Twente)

### Individueel
- Topscorer Eerste Klasse D: 2004/05

## Statistieken
| Seizoen | Club      | Land      | Competitie      | Wedstrijden | Doelpunten |
| ------- | --------- | --------- | --------------- | ----------- | ---------- |
| 2001/04 | RKHVV     | Nederland | ?               | -           | -          |
| 2004/05 | RKHVV     | Nederland | Eerste klasse D | -           | -          |
| 2005/06 | RKHVV     | Nederland | Hoofdklasse     | -           | -          |
| 2006/07 | RKHVV     | Nederland | Hoofdklasse     | -           | -          |
| 2007/08 | FC Twente | Nederland | Eredivisie      | 18          | 4          |
| 2008/09 | RKHVV 2   | Nederland | Eerste Klasse D | -           | -          |
| 2009/10 | RKHVV 2   | Nederland | Eerste klasse D | -           | -          |
| 2009/10 | RKHVV     | Nederland | Eerste klasse C | -           | -          |
| 2010/11 | FC Zwolle | Nederland | Eredivisie      | 1           | 0          |
| 2010/11 | RKHVV     | Nederland | Eerste klasse C | -           | -          |
| 2011/12 | RKHVV     | Nederland | Hoofdklasse     | -           | -          |